# 2016 في كازاخستان
فيما يلي قوائم الأحداث التي وقعت خلال عام 2016 في كازاخستان.

## سياسة

### انتهاء فترة المنصب
- 8 سبتمبر – كريم ماسيموف قائمة رؤساء وزراء كازاخستان.

## رياضة
- 1 يناير – دوري كازاخستان الممتاز 2016 الفائز نادي أستانا.
- 1 يناير – كأس كازاخستان 2016 الفائز نادي أستانا.
- 1 يناير – كازاخستان في الألعاب الأولمبية الصيفية 2016
- 2 أكتوبر – طواف ألماتي 2016 الفائزون أليكسي لوتزينكو، رومان ماكين، ماورو فينيتو.

## أفلام
من الأفلام التي صدرت هذه السنة في كازاخستان:
- 1 يناير – هاكر من إخراج Akan Satayev [الإنجليزية]‏.